# Фатимиди
Фатимидите са арабска шиитска династия, основала Фатимидския халифат, съществувал от началото на X до края на XII век. Фатимидите вярват, че произхождат от Фатима, дъщеря на пророка Мохамед и съпруга на Али, четвъртият халиф и първи имам на шиитите. Водачът на Фатимидите се счита не само за халиф, но и за „махди“-предопределен водач, богоизбран, праведен и безгрешен, поставен, за да прославя истинския ислям.:с. 215 Фатимидите се противопоставят на върховенството на сунитския Абасидски халифат и основната им цел е да го заменят.

## История
През IX век на много места из ислямския свят се появяват исмаилитски мисионери, проповядващи бунт срещу сунитския Абасидски халифат. След множество неуспешни въстания, исмаилитите успяват да се закрепят в днешен Йемен. Оттам мисионерите им започват да посещават Северна Африка, където постигат най-големия си успех. През 909 г. Фатимидите идват на власт в Ифрикия, като свалят управляващите Аглабиди с помощта на берберите от клана Кутама. За разлика от предшествениците си, които се задоволяват със скромната си роля в покрайнините на Абасидския халифат, Фатимидите имат имперски амбиции и обявяват своя имам Абдула ал-Махди Билах, дотогава живеещ в нелегалност, за халиф и за „махди“ – предопределен водач, богоизбран и безгрешен.
Преди Фатимидите и други управници на Египет и Северна Африка са успявали да си извоюват известна независимост от Абасидския халифат, но те изповядват сунитски ислям и признават върховенството на халифа в Багдад. Фатимидите напротив, вярват, че произхождат от Фатима, дъщеря на пророка Мохамед и жена на Али, четвъртият халиф и първи имам на шиитите. Те са против установения ред в халифата и не признават Абасидските халифи дори номинално, а ги обявяват за узурпатори и основната им политическа цел е да заменят сунитския Абасидски халифат в Багдад.
Първият им опит за нахлуване в Египет е през 913 г., но завършва с неуспех. Следват нови опити през 919 и 925 г., отново неуспешни. Едва през 969 г. Фатимидите покоряват Северен Египет и основават нова столица, недалеч от старата Фустат, наричайки я Кайро.
Фатимидите са пламенни мисионери и успяват да разпространят исляма в Йемен и в големи части на Египет. Контролират голяма част от Северна Африка, Сицилия и Сардиния. В края на X в. династията превръща Египет в свой основен център, разширява контрола си върху свещените за исляма Мека и Медина и изпраща проповедници на исляма в Индия и Централна Азия. Династията основава множество библиотеки и мисионерски училища. Въпреки успехите си Фатимидите и техните проповедници срещат силна съпротива сред другите мюсюлмански фракции. Често са обвинявани в прекомерно използване на силови методи при налагане на своя мироглед.
С течение на времето военните кампании започват да преобладават и се повяват разногласия между различните етноси, особено в армията: тюрки, суданци и нубийци. След XI век решаването на държавните въпроси преминава все повече в ръцете на военачалниците и везира. Край на Фатимидския халифат, толкова ненавистен за Абасидите, слага през 1171 г. верният сунит Саладин (1169 – 1193 г.) и основаната от него египетско-сирийска династия на Аюбидите (1169 – 1250 г.).

## Владетели на Фатимидите
- Ал-Махди (Абдула ал-Махди Билах) (909 – 934)
- Ал-Каим (934 – 946)
- Ал-Мансур (946 – 953)
- Ал-Муиз (953 – 975)
- Ал-Азиз (975 – 996)
- Ал-Хаким (996 – 1021)
- Ал-Захир (1021 – 1036)
- Ал-Мустансир (1036 – 1094)
- Ал-Мустали (1094 – 1101)
- Ал-Амир (1101 – 1130)
- Ал-Хафиз (1130 – 1149)
- Ал-Зафир (1149 – 1154)
- Ал-Фаиз (1154 – 1160)
- Ал-Адид (1160 – 1171)